# Ceilão britânico
Ceilão britânico (em inglês:  British Ceylon; em sinhala: බ්‍රිතාන්‍ය ලංකාව, Britanya Lankava; em tâmil: பிரித்தானிய இலங்கை, Birithaniya Ilangai), conhecido contemporaneamente como Ceilão, foi uma colônia da coroa britânica entre 1802 e 1948. No início, a área que abrangia não incluiu o Reino de Candia, que seria um protetorado a partir de 1815, porém entre 1817 a 1948 as possessões britânicas incluiriam toda a ilha de Ceilão, atualmente o Sri Lanka.